# Hula hoop

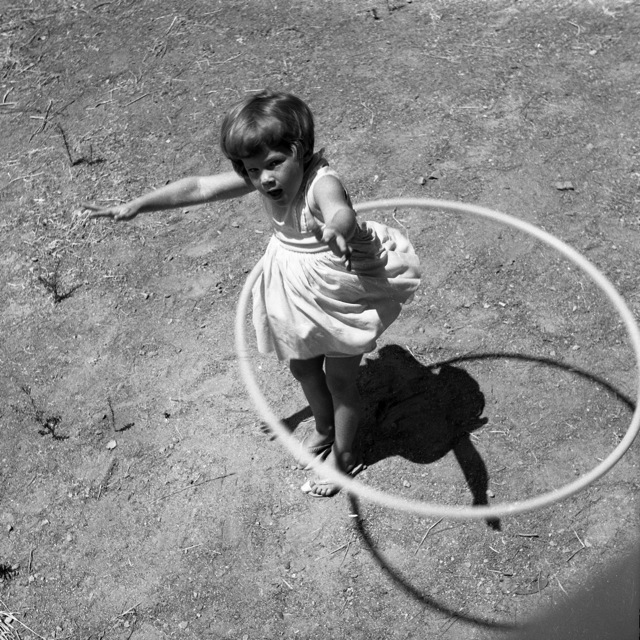
Fotografia d'una noia fent ballar el hula hoop.

El hula hoop és un cèrcol de joguina que es mou amb el cos, en imitació del ball hawaià de Hula que li dona nom. El cèrcol, comercialitzat des de 1958, es va fer popular entre els joves, especialment les nenes i van sorgir campionats de destresa on es tractava d'aguantar-lo en moviment sense caure o fer acrobàcies. En les dècades posteriors es va usar també com un accessori de gimnàs per a adults, pels moviments de les parts del cos que activava. La joguina és una versió moderna d'un joguet tradicional ja conegut a l'antiga Grècia. Ha rebut diversos honors, entre els quals la inclusió al National Toy Hall of Fame.